# Paranoïa (nouvelle)
Pour les articles homonymes, voir Paranoïa (homonymie).
Paranoïa (titre original : Paranoia) est une nouvelle posthume de Shirley Jackson parue pour la première fois le 5 août 2013 dans le magazine américain The New Yorker. La nouvelle a été découverte dans les papiers et documents de l'autrice, décédée en 1965, qui sont conservés à la Bibliothèque du Congrès,.
Trois ans après sa publication, la nouvelle est insérée dans le recueil Dark Tales, édité par Penguin Books et publiée en 2016, plus tard traduit en français sous le nom La Loterie et autres contes noirs.

## Résumé
À Manhattan, un homme d'affaires nommé M. Halloran Beresford quitte son bureau heureux et joyeux après une journée bien remplie au travail, heureux de se souvenir de l'anniversaire de sa femme à qui il a acheté une boîte de chocolats. Il prévoit de l'emmener à un dîner romantique ou bien d'assister à une pièce de théâtre. Sur son trajet pour rentrer chez lui, il croise un homme étrange portant un chapeau clair qui le bouscule pour monter dans le bus : à partir de ce moment-là, M. Beresford a l'impression que cet homme le suit et, pris par la panique, il se met à tenter de le fuir à travers la ville. Peu à peu, il est persuadé que d'autres personnes semblent faire partie de l'intrigue et tentent à leur façon de l'arrêter : c'est le cas d'un vendeur dans un magasin, puis d'un chauffeur de bus.
Après avoir tenté de résonner l'homme au chapeau clair en vain, M. Beresford décide de battre en retraite et de rentrer chez lui comme il était prévu. À partir de l'instant où il ne se soucie plus d'être suivi, l'homme au chapeau clair disparaît. Finalement, il parvient à retrouver sa maison, mais son état alarme sa femme qui lui propose de s'asseoir et de tout lui expliquer. Sous prétexte qu'elle va lui chercher un verre d'eau, elle va s'enfermer dans le vestibule et M. Beresford l'entend composer un numéro de téléphone, puis dire à quelqu'un au bout du fil : « Il a fini par rentrer. Je le tiens. »

## Genèse
Bien qu'on ne sache pas précisément à quelle date Paranoïa fut écrite, le fils de Shirley Jackson, Laurence Hyman, émet l'hypothèse que sa rédaction soit liée à la période anxiogène de la Seconde Guerre mondiale : dans une interview accordée à The New Yorker, il explique que la nouvelle a très probablement été rédigée au début des années 1940 et qu'elle baigne dans ce sentiment de danger constant et de méfiance, à la fois par rapport aux pays étrangers et par rapport aux tentatives du gouvernement américain de démasquer l'espionnage probable qu'il subissait.

## Thème
Selon Miles Hyman, Paranoïa explore — au même titre que ses nouvelles La Lune de miel de Mrs Smith et La Bonne Épouse — la violence subtile et émotionnelle de la vie de couple, qui bien souvent semble jaillir de nulle part.

## Analyse
Le titre de l'histoire, qui fait directement écho au trouble mental de la paranoïa, insinue l'idée que tout ce que M. Beresford vit au cours de sa fin de journée est issue de sa propre imagination, et que sa mésaventure est une conséquence de sa mauvaise interprétation ou de sa déformation du monde qui l'entoure.

## Édition française
Paranoïa est traduite pour la première fois en français par Fabienne Duvigneau dans la parution du recueil La Loterie et autres contes noirs par les éditions Payot et Rivages dans leur collection Rivages/Noir en 2019.